# Ротунд, Августин
Августи́н Роту́нд Меле́цкий (лат. Augustinus Rotundus; 1520, Велюнь — 20 марта 1582, Вильна) — секретарь королевский, войт Виленский. Представитель гуманистического направления общественно-политической мысли, юрист, историк, публицист. Активный сторонник независимости Великого княжества Литовского от Польши, деятель контрреформации.

## Биография
Родился около 1520 года в польском городе Велюнь. Вероятно, его настоящей фамилией была «Мелеский», хотя некоторые исследователи полагают, что эту фамилию он принял позже. Использовавшееся Августином как фамилия прозвище «Ротунд», вероятно, является переводом на латынь прозвища его отца Николая, известного как «Окронглый» (пол. Okrągły, то есть круглый), — одного из богатейших жителей города, меховщика по профессии.
Образование получил в Познанской академии Любрянского и Виттенбергском университете. В молодости был близок к лютеранству, ему даже приписывают написание пасквиля на познанский католический капитул. Позже стал ревностным католиком. Около 1543 года был назначен на должность настоятеля в Варте, позже от должности отказался. В 1544 году был писарем в польской канцелярии короля Сигизмунда Старого. После обучения в Болонском университете и получения докторской степени в 1549 году занял должность королевского секретаря. 20 августа 1551 года прибыл в Вильну, столицу Великого княжества Литовского, где начал работу в канцелярии. В следующем году был назначен войтом Вильны. От короля польского и великого князя литовского получил в держание Стаклишское староство и имение Ермолишки, в Вильне владел домом и другим имуществом.
Принимал участие в подготовке второй редакции Статута Великого княжества Литовского (1566).

В 1576 перевёл Статут с «русского» на латинский язык, дополнив собственным предисловием. 
«Lituanos ab Italis originem ducere, sermo agrestium, multum ad sermonem Italorum, tanto locorum et temporum intervallo, accedens, verisimile facit; nam nobiliores ex consuetudine, quam cum Polonis et Russis, ob commune imperium habent, Polono et Russo sermone, nativum permutarunt».
«Литовцы есть родом из итальянцев, как можно это судить из языка народа, который многом похож на итальянский, несмотря на то, что их разделяет большое расстояние по времени и местности . Ведь бояре, живя вместе с поляками и русинами в общем государстве вместо родного языка, привыкли использовать польский или русский языки». 
Также принимал участие в создании третьей редакции Статута, благодаря чему он содержит множество норм римского права. Является автором завещания короля польского и великого князя литовского Сигизмунда Августа. В 1568 году за успешную деятельность в работе над второй редакцией Статута Ротунду были пожалованы шляхетство и герб «Роля». В 1569 году участвовал в деятельности Люблинского сейма, принявшего Люблинскую унию.
Скончался в Вильне 20 марта 1582 года, похоронен в костёле святых Иоаннов, надгробие не сохранилось. Был женат на Софии Монтановне, итальянке по происхождению (умерла после 10 марта 1604 года), от которой имел сына Николая (умер в младенчестве 16 апреля 1558 года) и дочерей Регину (Раину) и Елизавету (умерла до 18 ноября 1597 года).

## Общественная и литературная деятельность
Августин Ротунд был активным деятелем и одним из лидеров контрреформации в Великом княжестве Литовском. С 1567 году он активно содействовал епископу виленскому Валериану Протасевичу в деле распространения иезуитов в Литве. Ротунд является автором ряда радикальных антипротестантских публицистических произведений. Ротунд оказал влияние на возвращение в католицизм некоторых отошедших от него магнатов, в частности Яна Иеронимовича Ходкевича. Был одним из свидетелей по делу о виленском епископстве коадъютора Юрия Радзивилла, ставшего епископом 17 декабря 1579 года.
Ротунду приписывается авторство известного анонимного публицистического произведения «Беседа поляка с литвином» (пол. Rozmowa Polaka z Litwinem; Брест, 1564 или 1565), направленного на защиту интересов Великого княжества Литовского и противостояние польским претензиям, высказанным в трактате Станислава Ореховского «Quincunx» (1564), название которого переводится «Пирамида». Автор «Беседы» критикует общественное устройство Польши, власть в которой захватила шляхта, парализующая действия законов и угнетающая низшие сословия. По мнению литовского историка Инге Лукшайте, «Беседа поляка с литвином» является плодом творчества коллективного автора.
Также авторству Ротунда приписываются латиноязычные сочинения «Литовская хроника или история» (лат. Cronica sive Historia Lituaniae) и «Краткая история литовских князей» (лат. Epitome Principum Lituaniae), найденные в одном из экземпляров третьей редакции Статута. В этих произведениях излагается легендарная версия происхождения великих князей литовских от древнеримского патриция Палемона, содержится призыв возобновить использование латыни как настоящего языка литовцев. Собранный исторический материал Ротунд передал Матею Страйковскому, использовавшему его в собственных сочинениях. Отрывки из произведений Ротунда сохранились в хронике немецкого историка XVII века Ривиуса, среди них не дошедшие до нас сведения литовских летописей.
Сохранились латиноязычные письма Ротунда своему покровителю кардиналу вармийскому Станиславу Гозию, представляющие собой ценный источник гуманистической мысли середины XVI века.

### Сочинения
- Inauguratio Reverendissimi in Christo Patris et Domini… Samuelis Maczieiowski .- Kraków. — 1540.
- Cronica sive historia Lithuaniae (1551) // сочинение написано по указанию короля Сигизмунда Августа и, вероятно, было не завершено (рукопись из Библиотеки Несвижа была перевезена в Петербург, где затерялась).
- Rozmowa Polaka z Litwinem', (1564) // Rotundus A. Rozmowa Polaka z Litwinem 1564 / Wydał. J. Korzeniowski. — Kraków. — 1890 (авторство ошибочно приписывалось Андрею Волану польскими исследователями Ю. Оссолинским и М. Балинским; авторство А. Ротундуса установил А. Брюкнер).
- De dignitate ordinis ecclesiastici Regni Poloniae. — Kraków. — 1582 (фрагмент в переводе на польский был напечатан в кн.: Chmielowski P. Dzieje krytyki literackiej w Polsce. — Warszawa. — 1902. — s. 34-35).

### Переводы
- Statuta Magni Ducatus Lituaniae… e rutheno sermone in latinum conversa // Pomniki prawa litewskiego z XVI wieku. Cz. 1. Archiwum Komisji Prawniczej AU / wyd. F. Piekosiński. T. 7. −1900.

### Письма и публицистика
Печатались в различных изданиях, в том числе фрагменты:
- Acta Historica Res Gestas Poloniae Illustrantia. Т. 4. — 1879; Т. 9 −1886.
- Tabularium Ecclesiae Romanane .- Frankfurt. — 1743. — s. 444—447.
- De dignitate ordinis ecclesiastici Regni Poloniae. — Kraków. — 1582.
- Chmielowski P. Dzieje krytyki literackiej w Polsce. -Warszawa. — 1902.
- Łukaszewicz J. Dzieje kościołów wyznania helweckiego w dawnej Małej Polsce. — Poznań. — 1853. — s. 56-62.
- Łukaszewicz J. Historia szkół w Koronie i w Wielkim Księstwie Litewskim. Т. 1. — Poznań. — 1849. — s. 118—121.
- Wolan A. De libertate politica sive civili libellus. — Kraków. — 1572.
- Wierzbowski T. Materiały do dziejów piśmiennictwa polskiego. Т. 1 .- Warszawa. — 1900. — s. 88-89.

### Возможное авторство
- Epitome principum Lituaniae (приложение к латинскому переводу Статута 1566 года) // Jakubowski J. Studia nad stosunkami narodowościowymi na Litwie przed unią lubelską. Dod. 2- Warszawa: . — 1912.
- Zdanie o obieraniu nowego króla (1573) // Czubek J. Pisma polityczne z czasów pierwszego bezkrólewia. — Kraków. — 1906. — s. 349—355.